# Tom Wlaschiha
Thomas Wlaschiha (20 de juny de 1973) és un actor i doblador alemany. Internacionalment és conegut per interpretar Jaqen H'ghar a la segona, cinquena i sisena temporada de la sèrie de televisió Game of Thrones, així com a Sebastian Berger a la sèrie Crossing Lines.

## Vida i carrera
Wlaschiha va néixer a Dohna, Bezirk Dresden, Alemanya de l'Est. Quan tenia 17 anys, després de la caiguda del Mur de Berlín, va viatjar a Agawam, Massachusetts com a estudiant d'intercanvi. Va romandre-hi un any, actuant al teatre i estudiant anglès. També parla francès, italià i rus.
D'ença del 1998, ha actuat com a actor secundari en nombroses produccions de cinema i televisió alemanyes i internacionals. El seu primer paper com a protagonista va ser el d'Stephan a la pel·lícula d'ambient gay No One Sleeps. L'agost de 2011, va ser elegit per interpretar el paper del convicte i assassí Jaqen H'ghar a la segona temporada de la sèrie de televisió de fantasia d'HBO Game of Thrones, i va reprendre-hi el rol durant la cinquena i la sisena temporades, començant el 2015. Per la seva actuació a Game of Thrones va ser nominat als Premis del Sindicat d'Actors en la categoria de millor actuació conjunta en una sèrie de drama el 2016. Des del 2013, ha aparegut a la sèrie de crims Crossing Lines com a comissari Sebastian Berger, oficial de policia alemany.
A l'escenari, Wlaschiha ha actuat amb el Theater Junge Generation a Dresden del 1996 al 2000, amb Schauspielhaus Zürich el 2002 i amb Schauspiel Frankfurt el 2003. Com a doblador, ha posat la veu en doblatge de cinema, audiollibres i anuncis. Per alguns dels seus treballs internacional, ell mateix es dobla a l'alemany, com ara a Game of Thrones.

### Cinema
- 2000: No One Sleeps – Stefan Hein
- 2001: Enemic a les portes – Soldat
- 2004: Pura Vida Ibiza – Felix
- 2004: Bergkristall – Schafhirt Philipp
- 2005: Icon – Conductor de Mercedes
- 2005: Munich – Membre de la premsa a Fürstenfeldbruck
- 2006: 16 Blocks – Passatger del bus
- 2006: The Cloud – Hannes
- 2008: Retorn a Brideshead – Kurt
- 2008: Krabat – Hanzo
- 2008: Valquíria – Oficial de comunicacions
- 2011: Stilles Tal (2011) – Olli Reschke
- 2011: Anonymous – Capità de la Guàrdia (no apareix als crèdits)
- 2011: Resistance – Albrecht
- 2012: Frisch gepresst – Chris
- 2012: Mann kann, Frau erst recht – Moritz Blank
- 2013: Ohne Gnade! – Baboo
- 2013: Rush – Harald Ertl
- 2014: Mr. Turner – Príncep Albert
- 2017: Berlin Falling
- 2018: I krig & kærlighed – Gerhardt

### Televisió
- 1995: Stubbe – Von Fall zu Fall – Temporada 1, Episodi 1: "Stubbes Erbschaft"
- 1996: Max Wolkenstein – Temporada 1, Episodi 5: "Verbotene Liebe"
- 1997: Mama ist unmöglich – Temporada 1, Episodi 7: "Mama Ahoi!"
- 1998: Der Fahnder – Temporada 8, Episodi 5: "Direkt ins Herz"
- 1999: Ich wünsch dir Liebe
- 2000: Tatort – Episodi: "Das letzte Rodeo"
- 2000: Die Cleveren – Temporada 2, Episodi 2: "Der Rosenkavalier"
- 2000 – 2004: Die Rettungsflieger
- 2001: Verliebte Jungs
- 2002: Die Nacht, in der ganz ehrlich überhaupt niemand Sex hatte
- 2003: Die Sitte – Temporada 1, Episodi 2: "Auf gute Nachbarschaft"
- 2003: Die Stunde der Offiziere
- 2003: Unser Charly – Temporada 8, Episodi 2: "Charly sieht alles"
- 2003: Im Namen des Gesetzes – Temporada 3, Episodi 8: "Todesspiel"
- 2003: Fast perfekt verlobt
- 2003: Küstenwache– Temporada 6, Episodi 12: "Entführung auf See"
- 2003: Hallo Robbie!– Temporada 3, Episodi 1: "In letzter Sekunde"
- 2004: Ein Fall für zwei – Temporada 24, Episodi 2: "Mord aus Liebe"
- 2004 – 2012: In aller Freundschaft
- 2006: SOKO Wismar – Temporada 3, Episodi 8: "Halbe Vote"
- 2006: Zwei Engel für Amor
- 2006: Unter den Linden – Das Haus Gravenhorst
- 2007: Fürchte dich nicht
- 2007: Alarm für Cobra 11 – Die Autobahnpolizei – Temporada 22, Episodi 6: "Stunde der Wahrheit"
- 2007: GSG 9 – Ihr Einsatz ist ihr Leben – Temporada 1, Episodi 9: "Abgewiesen"
- 2007: My Little Boy (Curt)
- 2007: Die Gustloff
- 2008: Spoons
- 2008: Unschuldig –Temporada 1, Episodi 9: "Große Fische"
- 2008: Die Patin – Kein Weg zurück
- 2009: Wilsberg – Temporada 1, Episodi 26: "Der Mann am Fenster"
- 2009: Ihr Auftrag, Pater Castell – Temporada 2, Episodi 2: "Der Schatz des Kaufmanns"
- 2009: Eine für alle – Frauen können's besser
- 2010: Der letzte Bulle – Temporada 1, Episodi 2: "Überlebenstraining"
- 2010: The Deep
- 2010: The Sarah Jane Adventures – Temporada 4, Episodis 9 & 10: "Lost in Time"
- 2011: Christopher and His Kind
- 2011: Who's Watching Who (Short)
- 2011: Stilles Tal – Schicksalstage der Jahrhundertflut
- 2011: SOKO Stuttgart – Temporada 3, Episodi 9: "Lavendeltod"
- 2012: SOKO Leipzig – Temporada 11, Episodi 12: "Junggesellinnenabschied"
- 2012 – present: Game of Thrones –, 2, 5, i 6 temporades
- 2013 – present: Crossing Lines
- 2013: Agatha Christie's Poirot –Temporada 13, Episodi 4: "The Labours of Hercules"
- 2014: Borgia – Temporada 3
- 2014: Tatort Kiel – Episodi: "Borowski und die armen Kinder von Gaarden"
- 2017: "Maigret – Night at the Crossroads" – Carl Anderson
- 2018: Das Boot
- 2022: Stranger things – Temporada 4

### Teatre
| Any            | Obra de teatre              | Paper          | Local                               |
| -------------- | --------------------------- | -------------- | ----------------------------------- |
| 1993           | Saved                       | Fred           | Schauspiel Leipzig                  |
| Any desconegut | Volpore                     | Voltore        | Schauspiel Leipzig                  |
| 1999           | Drei Schwestern             | Tusenbach      | tjg, Dresden                        |
| 1999           | Bluthochzeit                | The Bridegroom | tjg, Dresden                        |
| 2000           | Faust ist tot               | Donny          | TiF, Dresden                        |
| 2001           | Tartuffe (Molière)          | Valère         | Mecklenburg State Theatre, Schwerin |
| 2001           | Engel der Tankstelle        | Marshall       | Volksbühne, Berlin                  |
| 2003           | Heinrich IV                 | Mortimer       | Schauspielhaus Zürich               |
| 2003           | Klinik                      | Markus         | Schauspielhaus Zürich               |
| 2005           | Maria Magdalena (Hebbel)    | Secretary      | Schauspiel Frankfurt                |
| 2006           | 231 East 47th Street        | Andy Warhol    | Sophiensæle, Berlin                 |
| 2007           | Das ist mein Bett (Franckh) | Phillip        | Wechselbad, Dresden                 |
| 2007           | Der Freigeist (Schmitt)     | Denis Diderot  | Wechselbad, Dresden                 |
| 2008           | Frühling (Léhar)            | Ewald          | Volksbühne, Berlin                  |
| 2009           | Salome                      | Maraboth       | Staatstheater Stuttgart             |